# Nystalinism
Nystalinism, även neostalinism (ryska: Неосталинизм), avser främjandet av positiva åsikter om Josef Stalins roll i historien, kopplat till det partiella återupprättandet av Stalins politik i vissa frågor och nostalgi för Stalinperioden. Nystalinismen överlappar avsevärt med nysovjetismen och sovjetisk nostalgi. Olika definitioner av begreppet har getts under åren.

## Definitioner
Den amerikanske trotskisten Hal Draper använde termen "nystalinism" 1948 för att hänvisa till en ny politisk ideologi och en ny utveckling inom sovjetpolitiken, som han definierade som en reaktionär trend vars början associerades med folkfrontsperioden i mitten av 1930-talet, och skrev: "Nystalinismens ideologer är bara de rankor som skjuts framåt av fenomenen – fascism och stalinism – som beskriver den sociala och politiska formen av ett nybarbari”.
Under 1960-talet skiljde Central Intelligence Agency (CIA) mellan stalinism och nystalinism genom att "[de] sovjetiska ledarna har inte återgått till två ytterligheter av Stalins styre – 
enmansdiktatur och massterror. Av denna anledning förtjänar deras politik stämpeln "ny-stalinism" snarare än "stalinism". 
Den australiska litteraturvetaren Katerina Clark, som beskrev en anti-Chrusjtjov och pro-Stalin-strömning i den sovjetiska litterära världen under 1960-talet, beskrev "nystalinistiska" författares arbete som att gå tillbaka till "Stalintiden och dess ledare ... som en tid av enhet, starkt styre och nationell ära." I en text från 1975 av historikern Roj Medvedev innehåller termen rehabiliteringen av Josef Stalin, identifikation med honom och det associerade politiska systemet, nostalgi för den stalinistiska perioden i Rysslands historia, återställande av stalinistisk politik och en återgång till den administrativa terrorn i Ryssland, samtidigt som man undviker några av de värsta excesserna under den stalinistiska perioden.
Den politiske geografen Denis JB Shaw, som skrev 1999, betraktade Sovjetunionen som nystalinistiskt fram till perioden efter 1985 med övergång till kapitalism. Han identifierade nystalinismen som ett politiskt system med planekonomi och högt utvecklat militär-industriellt komplex.
Filosofen Frederick Copleston, som skrev 2003, framställer neo-stalinism som en "slavofil betoning på Ryssland och hennes historia", och säger att "det som kallas neo-stalinism inte uteslutande är ett uttryck för en önskan att kontrollera, dominera, förtrycka och tvinga; det är också ett uttryck för en önskan att Ryssland, samtidigt som det använder sig av västerländsk vetenskap och teknik, bör undvika kontaminering av västerländska "degenererade" attityder och följa sin egen väg." 
Enligt den tidigare generalsekreteraren för Sovjetunionens kommunistiska parti Michail Gorbatjov, som använde termen 2006, hänvisar den mer allmänt till en modererad stalinistisk stat utan storskaligt förtryck, men med förföljelse av politiska motståndare och total kontroll över all politisk verksamhet i landet.

## Ryssland
Från och med 2008 ser mer än hälften av ryssarna positivt på Stalin och många stöder restaurering av hans monument som antingen demonterades av ledare eller förstördes av ryssar under upploppen under upplösningen av Sovjetunionen 1991. Enligt valcentralen Levada har Stalins popularitetsbetyg tredubblats bland ryssarna under de senaste tjugo åren och trenden har accelererat sedan Vladimir Putin kom till makten.
I april 2019 visade en undersökning av Levada att 70 procent av ryssarna godkänner Stalins roll i rysk historia, den högsta som någonsin registrerats, och att 51 procent betraktade Stalin i ett positivt ljus.
Enligt Andrew Osborn har statyer av Stalin "börjat dyka upp igen" och ett museum till hans ära har öppnats i Volgograd (före detta Stalingrad). Steve Gutterman från Associated Press citerade Vladimir Lavrov (biträdande chef för Moskvas institut för rysk historia) som sade att ett tiotal Stalinstatyer har restaurerats eller rests i Ryssland de senaste åren. I december 2013 beskrev Putin Stalin som inte värre än den "listige" engelske militärdiktatorn Oliver Cromwell från 1600-talet.